# Zaltbommel
Zaltbommel és un municipi de la província de Gelderland, al centre-est dels Països Baixos. L'1 de gener del 2009 tenia 26.276 habitants repartits sobre una superfície de 89,06 km² (dels quals 9,34 km² corresponen a aigua). Limita amb Gorinchem (Holanda del Sud), Lingewaal, Neerijnen al nord, Woudrichem (Brabant del Nord) a l'oest, Maasdriel a l'est, i amb Aalburg (Brabant del Nord) i Heusden (Brabant del Nord) al sud. 	 

## Centres de població
|             | 1-1-2007 | 1-1-2008 |
| Aalst       | 1.914    | 1.908    |
| Bern        | 39       | 38       |
| Brakel      | 2.893    | 2.882    |
| Bruchem     | 1.676    | 1.671    |
| Delwijnen   | 368      | 366      |
| Gameren     | 2.104    | 2.121    |
| Kerkwijk    | 496      | 507      |
| Nederhemert | 1.497    | 1.496    |
| Nieuwaal    | 701      | 710      |
| Poederoijen | 943      | 961      |
| Zaltbommel  | 11.934   | 11.877   |
| Zuilichem   | 1.640    | 1.650    |
| Total       | 26.205   | 26.187   |

El consistori consta de 21 membres.

## Fills il·lustres
- Jacques Hartog (1837-1917) compositor i musicòleg.

## Galeria d'imatges

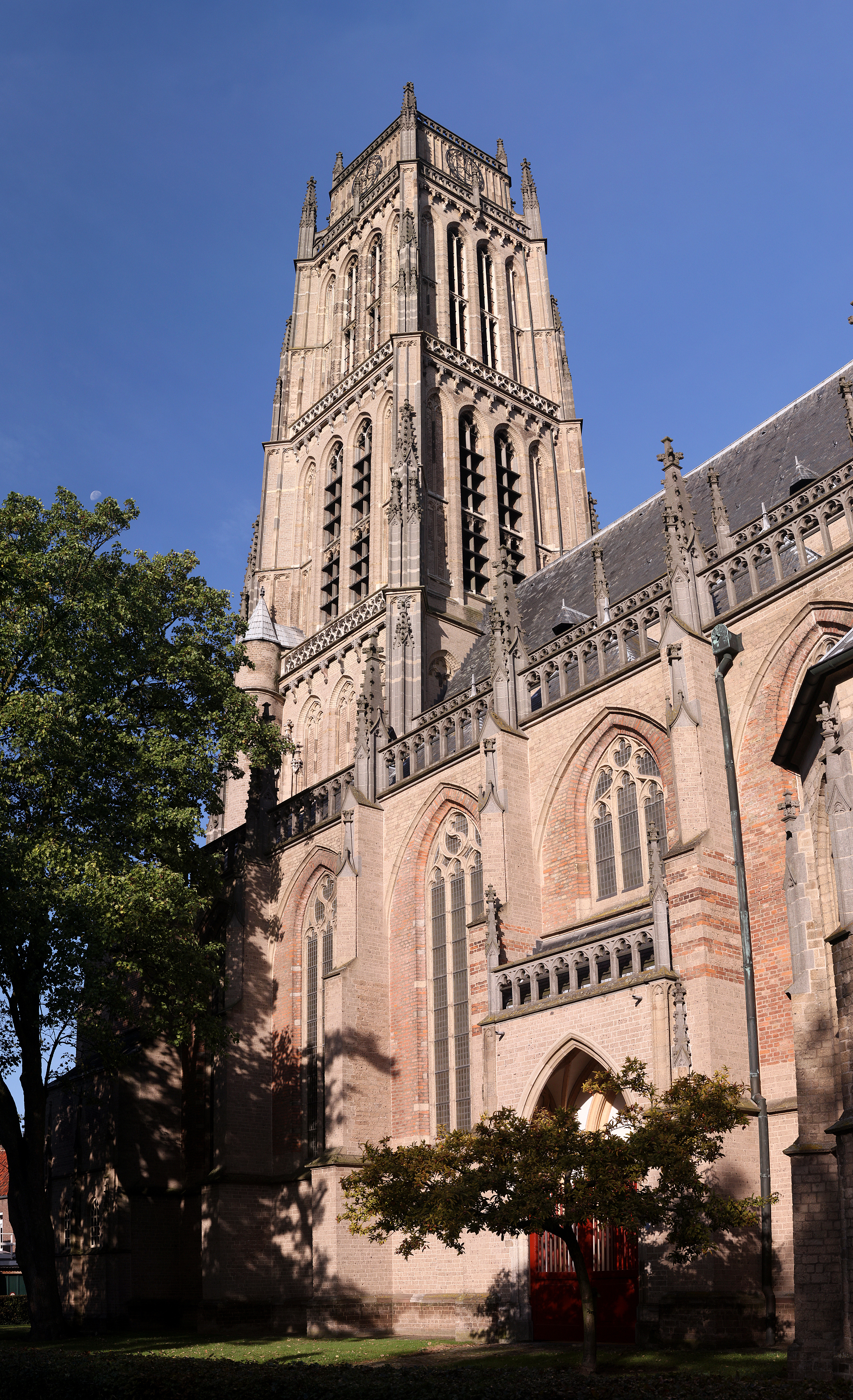
Torre St Marteen
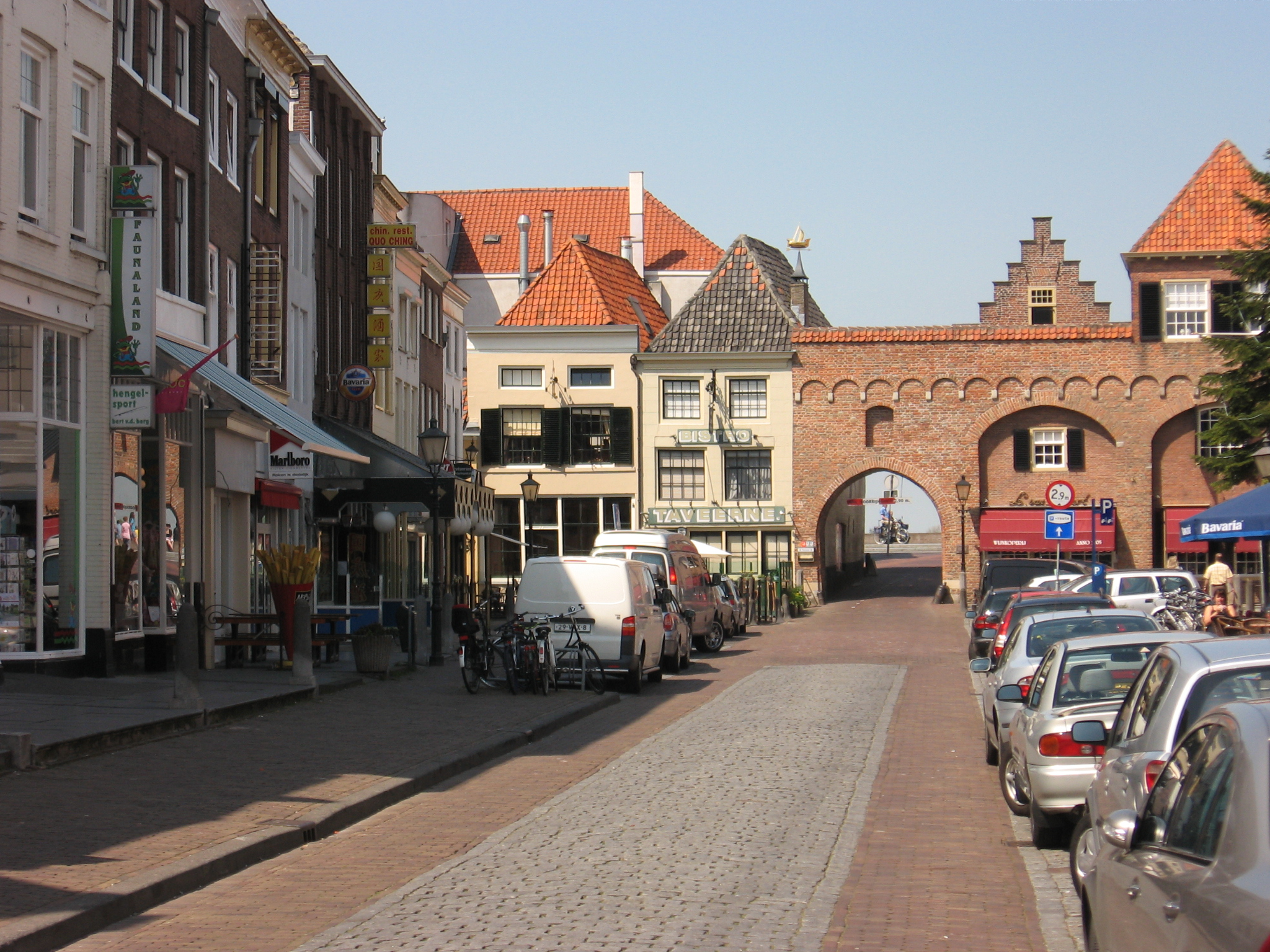
Port